# Sergei Timofejewitsch Kischkin
Sergei Timofejewitsch Kischkin (russisch Сергей Тимофеевич Кишкин; * 17. Maijul. / 30. Mai 1906greg. in Lugansk; † 3. Mai 2002) war ein sowjetisch-russischer Metallkundler und Hochschullehrer.

## Leben
Kischkin arbeitete 1923–1926 als technischer Zeichner in einer Lugansker Fabrik. Er studierte dann Metallkunde am Moskauer N.-E.-Bauman-Institut für Mechanik und Maschinenbau mit Abschluss 1931.
1931 wurde Kischkin Untersuchungsingenieur in der Panzer-Dieselautomatik-Abteilung der Wirtschaftsverwaltung der OGPU und arbeitete in der Podolsker Filiale des Experimental-Konstruktionsbüros (OKB) des Ischora-Werks. Er entwickelte die Panzerung des weltweit ersten Schwimmpanzers PT-1.
1934 wurden Kischkin und Nikolai Mitrofanowitsch Skljarow auf Einladung Iwan Iwanowitsch Sidorins Mitarbeiter des Moskauer Allrussischen Instituts für Luftfahrtmaterialien (WIAM) des Volkskommissariats für Luftfahrtindustrie. Er leitete die Panzerung-Gruppe der Abteilung für Eisenwerkstoffe und Buntmetalle und wurde 1937 Chef des Laboratoriums für Flugzeugpanzerung. 1939 wurde er Mitglied der KPdSU.
Kischkin entwickelte zusammen mit Nikolai Mitrofanowitsch Skljarow den Panzerstahl AB-1 mit hoher Festigkeit und guter Verarbeitbarkeit, der gegen alle Arten von Kleinkalibergeschossen bis 8 mm schützte. Dieser Stahl wurde für das Schlachtflugzeug Iljuschin Il-2 benutzt. 1940 wurde Kischkin zum Doktor der technischen Wissenschaften promoviert. 1943 folgte die Ernennung zum Professor.
Neben seiner Forschungstätigkeit lehrte Kischkin und leitete 1948–1960 den Lehrstuhl für Metallkunde des Moskauer Staatlichen Luftfahrtinstituts (MAI).
1950 wurde Kischkin Chef des Laboratoriums für Metallphysik. Er beteiligte sich an der Organisation der Produktion der Titan-Legierungen. Für die Zentrifugen für die Uran-Anreicherung schlug er die Entwicklung einer hochfesten Aluminium-Legierung vor, die dann von Iossif Naumowitsch Friedländer durchgeführt wurde. Kischkins theoretischen Vorstellungen und Methoden waren die Grundlage für die Entwicklungen aller Arten von hitzebeständigen Legierungen, Stählen und Refraktärmetalllegierungen, die für Strahltriebwerke Raketentriebwerke und Raumfahrzeuge benötigt wurden. 1988 gab er die Laboratoriumsleitung ab und war nun Berater des WIAM-Generaldirektors.
1960 wurde Kischkin zum Korrespondierenden Mitglied und 1966 zum Vollmitglied der Akademie der Wissenschaften der UdSSR gewählt (AN-SSSR, seit 1991 Russische Akademie der Wissenschaften (RAN)).
Kischkin war verheiratet mit der Materialwissenschaftlerin Sofja Issaakowna Ratner. Sein Sohn Sergei (* 1957) arbeitete in den 1980er Jahren im WIAM, ging 2000 in die USA und lebt jetzt wieder in Russland. Kischkins Enkelin Irina Kischkina ist Juristin in Moskau.
Kischkin wurde auf dem Moskauer Friedhof Wostrjakowo begraben.

## Ehrungen, Preise
- Preis des Komsomol (1940)
- Stalinpreis (1942, 1949)[1]
- Leninorden (1945)
- Orden des Roten Banners der Arbeit (1948, 1949, 1957, 1975)
- Preis des Ministerrats der UdSSR (1950, 1981)
- Verdienter Wissenschaftler und Techniker der RSFSR (1957)
- Staatspreis der UdSSR (1968)
- Orden der Oktoberrevolution (1971)
- Leninpreis (1984)
- Tschernow-Goldmedaille der AN-SSSR (1988)[2]
- Preis der Regierung der Russischen Föderation (2002)
- Verdienstorden für das Vaterland IV. Klasse (2002)[1]